# Pierre Victor Palma Cayet
Pour les articles homonymes, voir Cayet.
Pierre Victor Palma Cayet, historien, traducteur et controversiste français, né en 1525 à Montrichard en Touraine, mort le 10 mars 1610.

## Biographie
Il étudie sous son ami Pierre Ramus et embrasse comme lui le calvinisme. Après avoir étudié la théologie à Genève, il devient ministre protestant d'un village du Poitou, et s'attache à Catherine de Bourbon, sœur de Henri IV. 
Ramené au catholicisme par le cardinal Duperron, il abjure en 1595, et a reçu un Bref de congratulation du pape Clément VIII daté du 20 mars 1596. Il s'est retiré au collège de Navarre où il a étudié pour devenir docteur en théologie de la Faculté de Paris. Il a reçu l'ordre de la prêtrise et le bonnet de docteur en théologie en 1600.
Il est nommé professeur d'hébreu au collège de Navarre en 1596, à Paris et se fait ordonner prêtre en 1600. 
Il commence à donner des leçons au Collège royal en 1596, mais il n'a eu le titre de lecteur et professeur royal en langue hébraïque qu'après la mort de François Jourdain.
Il est mort en mars 1610 et a été enterré dans l'église Saint-Victor de Paris.

## Œuvres
On a de lui :
- des œuvres de controverse, oubliées dès le XIXe siècle ;
- une histoire de la Navarre intitulée : Heptaméron de la Navarride, traduit de l'espagnol en vers français, Paris, 1602 ;
- Histoire prodigieuse du docteur Faust, traduit de l'allemand, 1603, ouvrage qui l'a fait accuser d'être adonné à la magie ;
- Chronologie novenaire, histoire des guerres de Henri IV de 1589 à 1598, Paris, 1608 ;
- Chronologie septenaire (1598 à 1604), Paris, 1605.

Ces deux derniers ouvrages, précieux pour l'histoire, ont été réimprimés dans les collections des Mémoires relatifs à l'histoire de France.
- Notons que la Chronologie Septenaire et la Chronologie Novenaire, imprimées chez les libraires parisiens Jean et Etienne Richer, peuvent être considérées comme les ancêtres les plus lointains de la presse. En effet, aux événements historiques comme le siège de Bude et de Belgrade par les armées chrétiennes en 1600, la prise de la Bresse et d'une partie de la Savoie par l'armée d'Henri IV ainsi que les récits des expéditions françaises vers la Nouvelle-France (Canada) destination du premier voyage en 1603 de Samuel Champlain avec le navigateur François Gravé du Pont, sont ajoutés de nombreux faits-divers dont le public est encore si friand de nos jours. Le contenu de l'Edit de Nantes donné aux Protestants en 1598 et vérifié par la Parlement en 1599 est détaillé dans l'ouvrage: "Premièrement, abolition générale de toutes choses passées, avec défense d'attaquer, injurier et contester les uns contre les autres... La Religion Catholique sera rétablie partout et les Églises et biens appartenant aux Ecclésiastiques leur seront rendus... Au surplus, il est permis auxdits de la Religion prétendue réformée de demeurer par toute la France... Il est permis à tout Seigneur de faire exercice public de ladite Religion prétendue réformée... En somme tous ceux de la Religion prétendue réformée sont remis et réintégrés en la jouissance de leurs biens, renommée et actions... On trouve ainsi des articles sur "La lubricité d'une dame de Naples, sur le cas de démoniologie de Marthe Brossier, sur l'exécution de Nicole Mignon qui a voulu empoisonner Henri IV, sur plusieurs meurtres à cause d'adultère en 1602..."[3]

## Source
Cet article comprend des extraits du Dictionnaire Bouillet. Il est possible de supprimer cette indication, si le texte reflète le savoir actuel sur ce thème, si les sources sont citées, s'il satisfait aux exigences linguistiques actuelles et s'il ne contient pas de propos qui vont à l'encontre des règles de neutralité de Wikipédia.